# استنساخ (علم الأحياء الخلوي)
استنساخ (بيولوجيا الخلية)

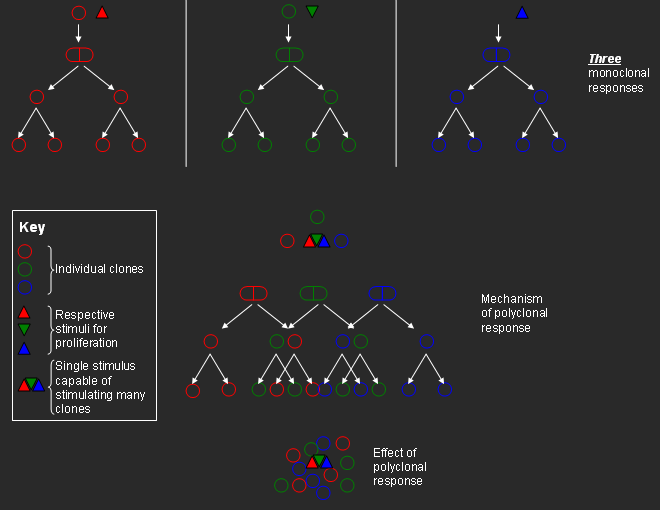

الاستنساخ : هو مجموعة من الخلايا المتماثلة التي تتشارك في سلالة مشتركة، بمعنى أنها مشتقة من نفس الخلية .
- الاستنساخ له  أهمية حيث أن، جميع الخلايا التي تشكل مستنسخة تتشارك في سلالة مشتركة، والتي لها نتيجة مهمة للغاية: التركيب الوراثي المشترك.[1]

*أحد أكثر الاستخدامات البارزة هو وصف نسخة من الخلايا البائية . تحتوي الخلايا البائية في الجسم على نوعين ظاهرتين مهمتين (أشكال وظيفية) - إفراز الجسم المضاد، متمايزان في النهاية (أي أنهما لا يستطيعان تقسيم أكثر) ، وخلايا البلازما، والذاكرة والخلايا الساذجة - كلاهما تحتفظ بإمكانياتها التكاثرية.
*مجال آخر مهم يمكن للمرء أن يتحدث فيه عن «استنساخ» الخلايا هو الأورام،
العديد من الأورام مشتقة من خلية واحدة (كافية) متحولة، لذا فهي من الناحية التقنية مستنسخ واحد من الخلايا. ومع ذلك، أثناء عملية الانقسام الخلوي، يمكن تحور إحدى الخلايا بشكل أكبر والحصول على خصائص جديدة لتباعدها كنسخة جديدة. ومع ذلك، فقد تم تحدي هذه النظرة لظهور السرطان في السنوات الأخيرة وتمت مطالبة العديد من الأورام بأن لها منشأ متعدد النواة، أي مشتقة من اثنين أو أكثر من الخلايا أو الحيوانات المستنسخة، بما في ذلك ورم الظهارة المتوسطة الخبيث.